# Dawn and evening
Dawn and evening is een compositie van Frank Bridge uit juli/augustus 1903. Bridge schreef eerst Rising when the dawn still faint is (H.26) op basis van het gedicht Morgens steh ich auf und frage van Heinrich Heine in een vertaling van Francis Hueffer. Later bewerkte hij het tot Dawn and evening (H.26a), ditmaal werd vermeld C.A. (verder onbekend) als vertaler, die de tekst dichter bij het origineel hield. Bridge schreef zowel een versie voor zangstem met piano als voor zangstem en orkest. In 1916 werd het gebundeld als lied nummer 2 in Four lyrics voor zangstem en piano.

## Tekst

### Origineel
Morgens steh ich auf und frage: 

Kommt feins Liebchen heut? 

Abends sink ich hin und klage: 

Aus blieb sie auch heut.

In der Nacht mit meinem Kummer

Lieg ich schlaflos, wach; 

Träumend, wie im halben Schlummer, 

Wandle ich bei Tag.

### Vertaling C.A.
Dawn awaking hears my calling

“Commeth she today?”

Evening mocks when night is falling

“Ah! No, not today

Through the night my fancy rangeth

Sleepless and forlorn

Till my lonely vigil changeth

Into dreary morn

## Discografie
- Uitgave Dutton Vocalion: Daniel Tong (piano), Ivan Ludlow (bariton)
- Uitgave Hyperion: Roger Vignoles (piano), Gerald Finley (bariton)